# Бэкон, Люси
Люси Бэкон (англ. Lucy Bacon; 30 июля 1857, Питкэрн, Нью-Йорк — 17 октября 1932, Сан-Франциско) — американская художница — импрессионист и педагог.

## Жизнь и творчество

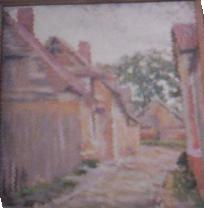
Люси Бэкон Женвилье (1895)

Своё образование живописца Люси Бэкон начала на курсах нью-йоркской Художественной студенческой лиги, затем училась в Национальной Академии дизайна, также в Нью-Йорке. В 1892 году она уезжает в Париж и поступает там в Академию Коларосси. Неудовлетворённая полученными знаниями, Бэкон обращается за помощью к художнице Мэри Кассат, которая знакомит свою соотечественницу-американку с Камилем Писсарро, жившем в городке Эраньи близ Парижа. Переехав в Эраньи, Л.Бэкон пишет ряд полотен в импрессионистском стиле, однако в связи с ухудшившимся состоянием здоровья вынуждена была всё меньше рисовать.
В 1896 году Л. Бэкон возвращается в Америку и селится в калифорнийском городе Сан-Хосе, в соответствии с рекомендациями врачей. Здесь она создаёт художественную мастерскую, где много рисует и одновременно преподаёт искусство в местной школе. В 1898 году проводится персональная выставка работ Люси Бэкон от Ассоциации искусств Сан-Франциско в галерее Vickery, Atkins and Torrey. В 1905 году Бэкон прекращает заниматься живописью с тем, чтобы посвятить себя религии. С 1909 года она проживала в Сан-Франциско. Об этом периоде её жизни мало что известно.